# Philippe Serre

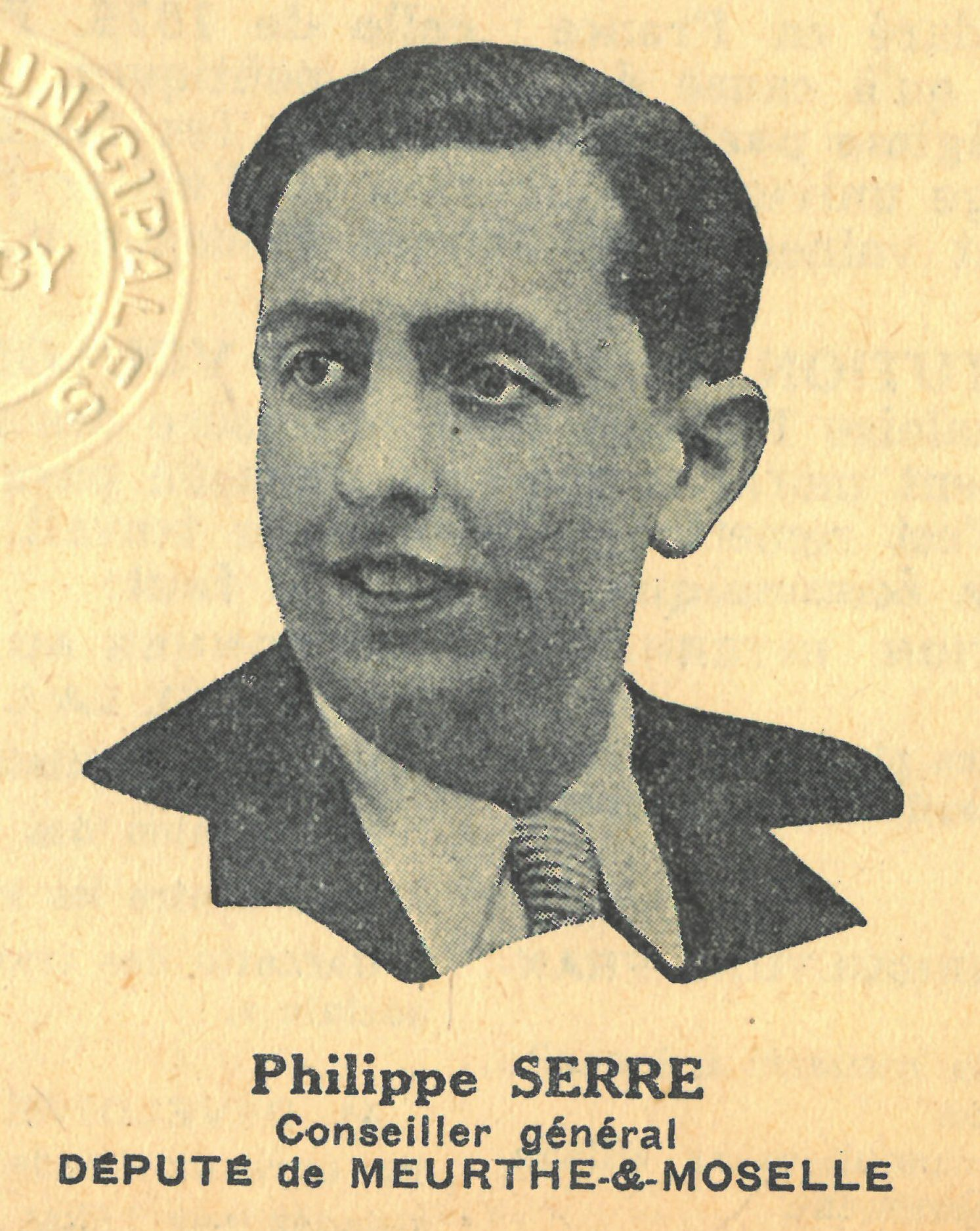
Philippe Serre

Philippe Serre (* 4. März 1901 in Paris; † 18. September 1991 ebenda) war ein französischer Politiker.

## Leben
Philippe Serre, Sohn eines Anwalts am Pariser Berufungsgericht (Cour d’appel de Paris), studierte Rechtswissenschaften an der Pariser Fakultät bis zur Promotion und danach an der École libre des sciences politiques. 1926 lehrte er ein Jahr lang Rechtswissenschaften in Prag. Er wurde in die Pariser Anwaltskammer aufgenommen und war ab 1927 Anwalt am Berufungsgericht. Von 1929 bis 1930 war er Sekretär der Anwaltskammer. Aufgrund seines pazifistischen Engagements schloss er sich der christdemokratischen Bewegung Marc Sangniers, der Ligue de la jeune République, an. Mit ihm nahm er an zahlreichen Konferenzen zum Friedensproblem teil und trat der Internationalen Juristenvereinigung (L’Association juridique internationale) bei.
Bei den Parlamentswahlen 1932 gelang ihm als Kandidat der Unabhängigen Linken im Département Meurthe-et-Moselle fast ein Überraschungserfolg gegen den Amtsinhaber François de Wendel; in der Stichwahl fehlten Serre nur wenige Stimmen. Als Wendel danach in den Senat wechselte, gewann Serre die Nachwahl. 1936 wurde er mit Unterstützung der Volksfront im ersten Wahlgang wiedergewählt. In der Abgeordnetenkammer saß er als unabhängiger Linker im Ausschuss für allgemeine Verwaltung, Departements und Gemeinden, im Ausschuss für Erziehung und bildende Künste, im Ausschuss für Luftfahrt und im Untersuchungsausschuss zur Stavisky-Affäre.
1933 war er Vizepräsident der Conférence Molé-Tocqueville. 1937 wurde er in den Generalrat des Kantons Briey gewählt. In der Abgeordnetenkammer stimmte er gegen den Hoare-Laval-Pakt und 1936 für den Sowjetisch-französischen Beistandsvertrag. Als enger Vertrauter von Oberst De Gaulle war er einer der ersten, der dessen Ideen zur Reorganisation der Landesverteidigung unterstützte. Im Januar 1938 übernahm er die Leitung des neuen Sous-sécretariat a l’Immigration, das bereits in der zweiten Jahreshälfte 1938 von der Rechten aufgelöst wurde.
In den Regierungen Chautemps III und IV sowie Blum II war er als Sous-secrétaires d’État Teil des Kabinetts. Am 10. Juli 1940 stimmte er als einer der „quatre-vingts“ (achtzig) gegen die erweiterten Vollmachten für Marschall Philippe Pétain. Nach der Abstimmung rief er aus: „Vive la République quand même“ (Es lebe die Republik trotzdem). Da er die Vichy-Regierung strikt ablehnte, schloss er sich der Résistance-Bewegung an.
Serre wurde als Ritter, Offizier und Kommandeur der Ehrenlegion ausgezeichnet. Er war Träger der Médaille de la Résistance.